# ارنستو آلوارز
ارنستو آلوارز (اسپانیایی: Ernesto Álvarez‎؛ ۱۰ اوت ۱۹۲۸ – ۲۷ سپتامبر ۲۰۱۰) بازیکن فوتبال اهل آرژانتین بود. 

## باشگاهی
از باشگاه‌هایی که در آن بازی کرده‌است می‌توان به باشگاه ورزشی آئوداکس ایتالیانو، باشگاه فوتبال اونیورسیداد شیلی، باشگاه فوتبال بانفیلد، و باشگاه فوتبال روساریو سنترال اشاره کرد.

## تیم ملی
وی همچنین در تیم ملی فوتبال شیلی بازی کرده است.